# Les Nombrils
Les Nombrils est une série de bande dessinée québécoise humoristique, scénarisée par Dubuc et Delaf, ce dernier se chargeant également des dessins, et colorisée par Dubuc dans les tomes 1 à 5 et par BenBK à partir du tome 6 et dans les vacheries. Pascal Colpron a également aidé les auteurs pour les décors du tome 4 à 7.
Depuis la séparation des auteurs, l'avenir de la série reste en suspens.

## Format
La série est principalement constituée de gags en une page. Toutefois, l'histoire globale évolue au fil du temps jusqu'à adopter une tonalité légèrement plus grave. Les tomes de la série s'achèvent ainsi régulièrement par des pages relatant des revirements importants quant aux relations entre les personnages, quitte à tempérer l'humour. Le point de bascule est le tome 2 dont les dernières pages sont dans un registre plus dramatique. 
Les auteurs ont eux-mêmes reconnu que dans les premiers tomes, le fil rouge était partiellement improvisé, alors que dans les derniers tomes, les gags sont construits pour faire avancer une intrigue prévue à l'avance. Pour cette raison, la prépublication du tome 6 a été mise en pause : les auteurs préfèrent préparer les 25 dernières pages sans les publier, afin de pouvoir toutes les retoucher en fonction des autres.
Dans le sixième tome, l'ordre des pages a été modifié lors de la publication en album. Les auteurs ont également supprimé deux gags après les avoir jugés légèrement incohérents une fois mis en ordre, en sus du problème qu'ils posaient eu égard à la limite du nombre de pages d'un album standard.

## Dans les magazines
La série est publiée à partir de 2004 dans le magazine québécois Safarir. Elle arrive dans le magazine Spirou à partir du n°3501 du 18 mai 2005. Safarir disparaissant en 2016, Spirou obtient de facto l'exclusivité de la prépublication. La série est présente dans Spirou jusqu'au n°4212-4213 (numéro double spécial Noël) du 02 décembre 2020. 
La publication en album bénéficie de dessins supplémentaires de silhouettes des personnages en haut de chaque gag.
Certains contenus sont exclusifs au journal Spirou : couvertures dédiées au Nombrils, participation au courrier des lecteurs, dessins de « Bonne année »... Jenny, une des trois héroïnes, est dessinée avec un T-Shirt « Je suis Charlie » dans le Spirou hors série d'hommage à Charlie Hebdo.
Les gags eux-mêmes peuvent être modifiés pour coller au thème d'un numéro : dans le Spirou no 3929, des Schtroumpfs sont dessinés dans le gag des Nombrils (la page est reprise sans les Schtroumpfs dans l'album). Dans le numéro 4 010, c'est Spip qui fait son apparition dans le sac d'un élève. Une poignée de gags de la série publiés dans Spirou ne sont également pas publiés dans les albums finaux, soit par manque de place (les albums ne dépassant pas 50 pages), soit s'ils comportent des incohérences vis à vis de l'intrigue globale. 
Les personnages peuvent apparaître dans d'autres magazines : Delaf a plongé Jenny et Vicky dans le village d'Astérix pour un hors-série des Cahiers de la bande dessinée consacré au héros gaulois.

## Synopsis
Les Nombrils raconte la vie de trois adolescentes : Karine, une grande maigrichonne gentille, timide et sensible, Jenny, une rousse au corps de rêve mais qui ne réfléchit pas plus que sa brosse à cheveux, et Vicky, une belle métisse manipulatrice et prétentieuse.
Les trois adolescentes forment en apparence un groupe d'amies bien que Jenny et Vicky traitent implacablement Karine comme leur faire-valoir, tout en s'échinant à saboter ses liaisons sentimentales. Cependant, la souffre-douleur va énormément changer au fil des albums. Dans la même veine, les personnages des deux bimbos prennent progressivement de l'épaisseur grâce à leurs parcours émotionnels respectifs et l'évocation de leur pesant environnement familial.

## Thèmes abordés

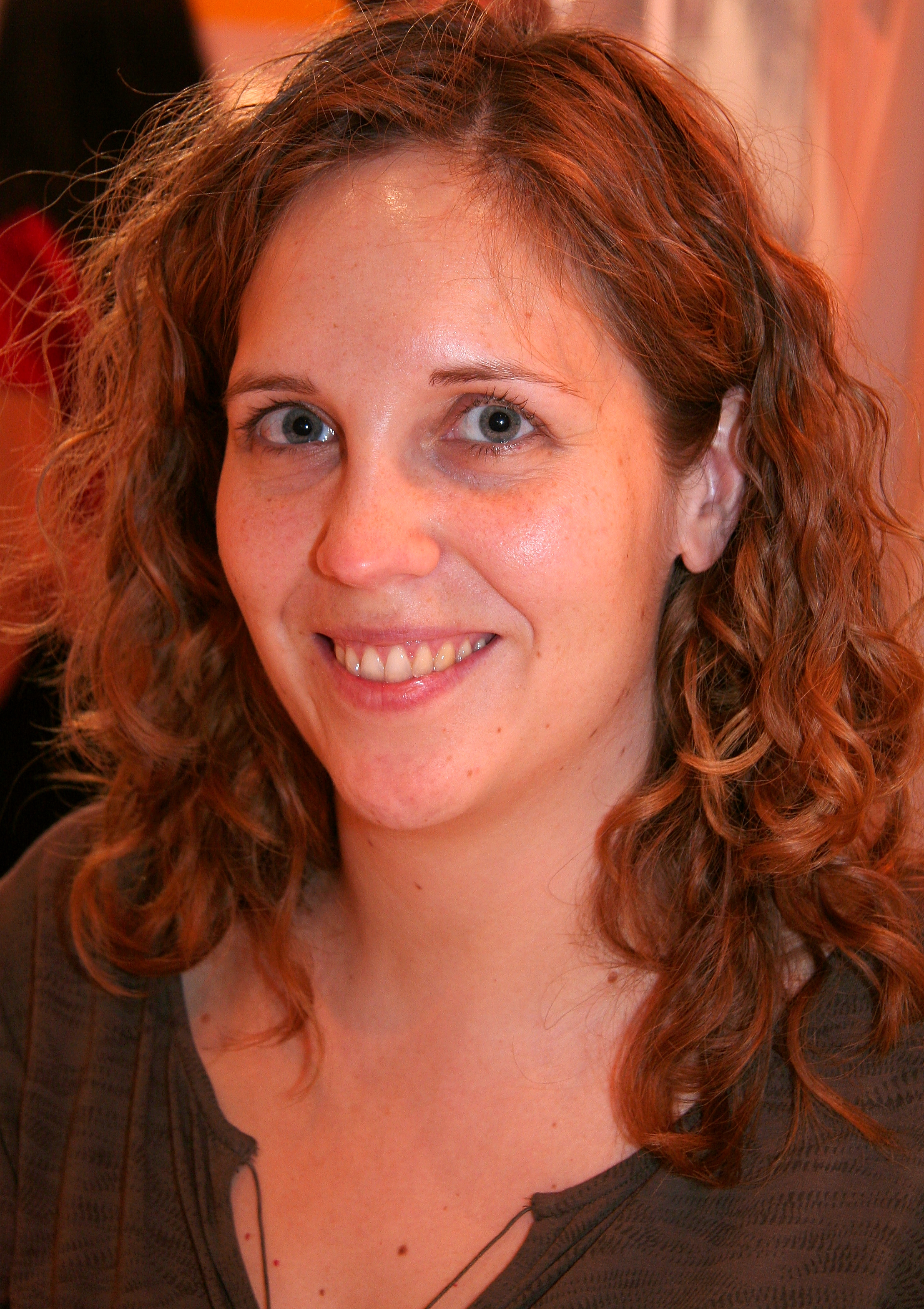
Maryse Dubuc au Salon du livre de Paris en mars 2008.

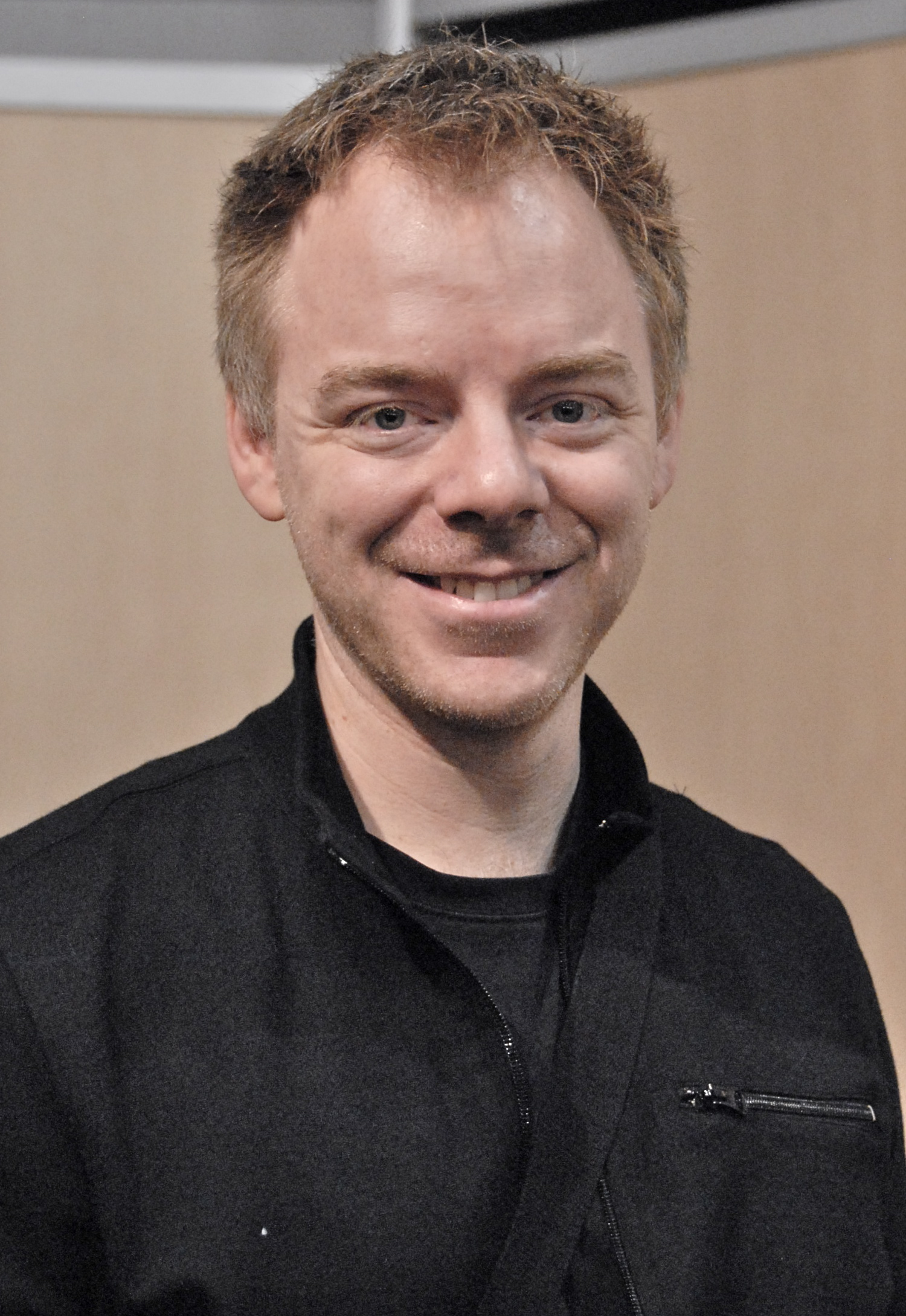
Delaf en 2012.

Initialement conçue comme un roman, puis comme une bande dessinée destinée au lectorat majoritairement masculin du magazine d'humour québécois Safarir, la série s'avère populaire chez un public très diversifié, indépendamment des critères d'âge et de sexe.
La bande dessinée s'est parfois vue reprocher de « récupérer le phénomène de l'hypersexualisation » mais les auteurs s'en défendent en précisant qu'ils emploient de manière humoristique des stéréotypes de leur époque, tout en évitant les jugements moraux. De surcroît, les critiques remarquent que la série traite « avec les mots justes » un certain nombre de sujets sérieux sur le mode comique : l'intimidation, l'alcoolisme, la drogue, l'homosexualité, le rejet, le suicide, etc.
Les intrigues concernent souvent les jeux de séductions entre adolescents. La sexualité en revanche est surtout présente sous forme de quiproquos ou fausses rumeurs. Une page assez révélatrice des personnalités montre Karine un préservatif parfumé à la main parce qu'elle s'est trompée de distributeur. Vicky prétend qu'il lui appartient. On apprend que tout le monde admet que Karine est vierge parce que les garçons ne s'intéressent pas à elle, mais Vicky l'est probablement aussi parce qu'elle rejette les garçons à ses pieds et ne s'intéresse qu'à ceux qui lui sont inaccessibles.
Ancrés dans le monde contemporain, les personnages de la série utilisent Facebook et se servent de Google pour rechercher les secrets des autres (ce qui ne marche pas avec le personnage d'Albin - son vrai nom, Alain Delon, renvoyant à son homonyme célèbre).

## Personnages

### Personnages principaux
Les personnages principaux sont les trois amies, Jenny, Vicky et Karine. Les deux premières sont surtout remarquables pour leur beauté, ce qui leur permet de se faire pardonner leur méchanceté. La troisième, principale héroïne, n'a que peu d'atouts physiques, mais fait de grands efforts de gentillesse pour être acceptée.
Au fil des tomes, les deux pestes se singularisent ; à l'inverse de Vicky, bien plus manipulatrice, Jenny apparaît plus idiote que méchante. De surcroît, tout oppose l'environnement familial des deux amies.

#### Karine
Karine, jeune adolescente blonde, est la véritable héroïne de la série. Trop grande, trop maigre, trop gentille et trop naïve, elle sert invariablement de faire-valoir et souffre-douleur à ses « amies » Vicky et Jenny. Fort possessives, ces chipies s'échinent à saboter chaque rendez-vous galant entre Karine et son camarade lycéen Dan, mais les deux jeunes amoureux parviennent à sortir ensemble. 
Le couple se maintient tant bien que mal en dépit des machinations du duo de bimbos, que Dan se refuse à dénoncer afin de ne pas heurter Karine.
Dan finit par rompre avec sa compagne à la suite des mensonges de Mélanie, une jolie lycéenne engagée dans des causes humanitaires. 
Devenue la petite amie de Dan, Mélanie continue à calomnier sa malheureuse rivale de peur que la vérité n'éclate au grand jour. In fine, Karine surmonte ses doutes et réussit à démasquer par ruse la manipulatrice perverse. Endurcie par sa triste expérience sentimentale, l'adolescente refuse de pardonner à Dan et préfère commencer une nouvelle vie en sortant avec Albin, un musicien albinos qui la pousse à adopter un look gothique.
Désormais teinte et vêtue entièrement en noir, Karine intègre en tant que choriste « Albin & les Albinos », le groupe musical de son compagnon.
Moins réceptive aux manigances de Jenny et Vicky, elle se brouille avec ses deux amies et Dan lorsque ceux-ci lui présentent de vieilles coupures de presse calomniant Albin. Somme toute, Karine éplorée se réconcilie avec Vicky et Jenny lorsqu'elle apprend le départ de Dan pour les États-Unis.
Nourrissant toujours une secrète nostalgie amoureuse à l'égard de son ancien compagnon, la jeune choriste s'implique énormément comme membre des « Albinos » mais chaque rendez-vous avec un producteur de musique tourne à la catastrophe à cause des deux bimbos. À terme, Karine découvre douloureusement qu'Albin est lui-même un manipulateur qui adore revigorer les filles souffrant de manque de confiance en soi avant de s'en séparer froidement.
Bien que le musicien albinos affirme avoir changé en déclarant de manière inédite son amour à Karine, celle-ci lui retire sa confiance au moment délicat où leur groupe s'apprête enfin à signer un contrat pour partir en tournée nationale.
Pendant la tournée nationale, les Albinos auront un succès phénoménal lors de la première semaine même si les séances de tournage sont loin d'être idylliques et que Karine ne parle toujours pas à Albin. Mais le bonheur est rompu face à l'arrivée des Underdogs qui auront un succès plus grand que les Albinos. Karine, alors attirée par la gloire, est très jalouse de leur popularité surtout qu'elle doute de la réelle sincérité d'Albin. Xander, le chef des Underdogs est invité à l'émission Révélation de l'année où il avoue que la chanson est faite pour son frère décédé. Énervée par la popularité des Underdogs, Karine se fâche avec Albin et le gifle. Elle se promène avec Xander où ils font plus ample connaissance, Xander avoue que le succès n'est pas du tout mérité et que la chanson était faite à la base pour son chien et non pour son frère. Karine n'arrive pas à y croire et le quitte. Ensuite, Xander est suspecté de détention de drogue ce qui fait totalement baisser l'engouement du public face à son groupe et les Albinos deviennent la révélation de l'année : ils enchaineront une tournée internationale.
On découvre que c'est Karine qui est la cause de l'affaire sur Xander. À cause d'elle, il vit un enfer et Albin, bien qu'ils se sont réconciliés, doute de la réelle personnalité de Karine.

#### Vicky
Victoria surnommée Vicky est une belle adolescente métisse à la peau brune, aux yeux bleus et aux cheveux bruns bouclés qu'elle noue toujours avec un bandeau. Considérée comme la deuxième plus belle fille de l'école, elle arbore un piercing à la langue et un tatouage sur la fesse gauche dans le tome 1. Elle est manipulatrice, assez intelligente (bien que peu cultivée : Dan se moque d'elle parce qu'elle ignore qui est Alain Delon), et égoïste. Ses parents étant riches, elle ne recourt jamais au vol, et désapprouve les pratiques de Jenny à ce sujet. Vicky est humiliée quotidiennement par sa sœur aînée Rebecca et sa mère qui lui rappellent son embonpoint passé, du temps de ses vacances dans un camp d'anglais où elle était surnommée « Bouboule » par ses camarades. Son père paraît uniquement préoccupé par son niveau d'anglais. La famille entière de Vicky semble généralement l'encourager à se comporter en manipulatrice aguicheuse. D'après son journal intime, Vicky adore Karine et s'en veut d'avoir été méchante avec elle.
Vicky a ensuite droit à sa propre sous-intrigue lorsqu'elle est envoyée par ses parents au camp d'anglais de son enfance au motif qu'elle a triché aux examens. Parallèlement, de nouveaux voisins emménagent en face. Vicky et Rebecca entrent en concurrence pour séduire le fils de la famille, James, beau parti et brillant avocat en devenir. Vicky arrive finalement à le conquérir, mais elle se rend compte qu'elle éprouve des sentiments confus pour la sœur de James, Mégane, une adolescente lesbienne. Elle refuse de l'assumer avant d'avouer son amour à Mégane; mais elle lui dit aussi qu'elle ne peut pas se permettre de sortir avec elle, ses parents éprouvant une profonde aversion pour les homosexuelles. Elle l'embrasse néanmoins et est surprise par Jenny qui s'en servira quand un peu plus tard dans la soirée, Vicky se défend en disant que Mégane s'est jetée sur elle. Si sa mère la croit, James lui, en doute et rompt avec elle. Lors de la séparation de ses parents, c'est son père qui a sa garde. Elle est contrainte d'aller vivre chez Jenny avec lui.
Ainsi, les deux filles se disputent tout le temps. Vicky cherche à se venger de Jenny et est encouragée par sa mère, dont elle a choisi le camp plutôt que de s'assumer. Afin de prendre sa revanche, Vicky profite de la rupture de Hugo et de Jenny et du chagrin d'amour de cette dernière. Elle réussit à convaincre Jenny de se couper les cheveux et de s'enlaidir afin qu'Hugo cesse de la prendre pour une fille superficielle. Ainsi, Vicky devient la plus belle fille de l'école, évitant prudemment Jenny qui devient une moins que rien que Hugo ne veut plus fréquenter.
Vicky se trouve une nouvelle BFF, Lara, une fille opportuniste à la recherche d'une place dans les hauteurs de l'échelle sociale du lycée. Elle a également un nouveau petit copain, Steven. Toutefois, elle reste secrètement jalouse de la popularité de Karine même si sa mère la félicite pour ses succès de vengeance et l'encourage à continuer ainsi.
Lors de la soirée consacrée à la victoire des Albinos, Vicky revoit Mégane, qui lui demande de choisir entre se mentir à elle-même ou assumer ses sentiments, ce que la jeune bimbo refuse catégoriquement.
Cependant, après le discours de Jenny, qui avoue publiquement aimer Hugo, Vicky décide de s'excuser auprès de Mégane mais constate avec tristesse que cette dernière a choisi Lara (qui s'intéresse à elle uniquement pour sa célébrité avec les Albinos). Pour oublier cet échec, Vicky, effondrée, se plonge dans la nourriture et redevient grosse.

#### Jenny
Jenny est une ravissante idiote rousse, aux yeux aussi verts que son inséparable chapeau. Considérée comme la plus belle fille du lycée, Jenny se qualifie également en tant que bimbo la plus stupide de l'établissement (à en croire sa petite sœur Jenna, elle a le « Q.I. d'une crotte de nez »). Ainsi, toujours soucieuse de son apparence, Jenny vole un petit chiot de race assortie à ses bottes. Baptisée « Accessoire », la pauvre bête connaît un tragique accident après avoir été accrochée étourdiment par sa propriétaire à la roue arrière de la moto de John John. Dûment chapitrée par le fantôme de l'animal, Jenny comprend que les chiens ne doivent pas être considérés comme des accessoires ; elle se procure donc un chat, « Accessoire no 2 », qu'on voit par la suite dormir dans une boîte de pizza puis dans un four à micro-ondes.
Vivant pauvrement dans un appartement délabré avec sa mère alcoolique Jennifer, sa jeune sœur Jenna et son petit demi-frère Willy, la jeune fille dérobe fréquemment dans des centres commerciaux tous les biens nécessaires à sa vie quotidienne (rouges à lèvres, robes, etc.).
Originellement, Jenny et Karine étaient les meilleures copines au monde avant de se perdre de vue à la suite d'un déménagement. Toutes deux se sont retrouvées au collège mais Jenny avait entre-temps rencontré sa nouvelle meilleure amie, Vicky. Sous l'influence de celle-ci, Jenny mène la vie dure à Karine durant des années, davantage par sottise que par malice. Une fois aguerrie, Karine considère toujours Jenny comme une fille gentille malgré leurs différends passés.
De fait, lors d'un conflit entre Karine et Vicky, Jenny - soucieuse de ne pas faire chuter le nombre d'amis de sa page Facebook - choisit initialement le parti de son amie d'enfance, ce qui ne l'empêche pas de rêver à la réconciliation du trio. Les amies se pardonnent mutuellement lorsque Jenny - et Vicky, à son corps défendant - réconfortent Karine après le départ de Dan.
Durant l'été, Jenny entame une idylle avec le beau maître-nageur Jean-Franky, « compatible avec elle sur tous les bords » et notamment sur le plan intellectuel, mais le goujat n'en refuse pas moins de l'épouser. Par contrecoup, Jenny commence à éprouver des sentiments pour le gros lycéen Hugo, dont les attentions romantiques comblent la jeune fille. S'ensuit une relation officielle avec Jean-Franky, doublée d'une liaison secrète avec le « bouche-trou » Hugo, compromis que le soupirant bedonnant finit par contester. Incapable d'assumer à découvert son amour pour un « obèse », Jenny humilie publiquement Hugo devant leurs camarades de lycée. Par la suite, rudement asticotée à propos de ses engouements par une Vicky alcoolisée, elle riposte en divulguant le lesbianisme de la jeune métisse, bouleversant de fond en comble la vie de cette dernière.
Devenue la pire ennemie de Vicky, Jenny se voit contrainte de partager sa chambre avec elle en apprenant que son demi-frère Willy est issu des amours de sa mère Jennifer et de Will, le père de Vicky. Jenny essaye de récupérer Hugo en lui conseillant de maigrir, ce qu'il refuse: il veut que Jenny assume publiquement ses sentiments. Hugo participe ensuite  au défi rase coco, où le but est de se raser la tête pour récolter des fonds pour des enfants cancéreux, ce que Jenny conteste en disant que ça le rendrait plus gros.
Vicky, désireuse de se venger de Jenny, convainc cette dernière de se raser le crâne et de s'enlaidir pour plaire à Hugo. L'opération est évidemment un échec et la jeune fille, bien que devenue laide et se trouvant au plus bas, ne comprend toujours pas que la beauté intérieure prime sur la beauté extérieure. À la fin de l'album, Jenny a un déclic et se reprend en main : elle arbore un nouveau look et, lors de la soirée consacrée à la victoire des Albinos, déclare qu'elle regrette ce qu'elle a fait et qu'elle aime Hugo plus que tout au monde. Ainsi, dans la même soirée, la jeune fille récupère Hugo et redevient amie avec Vicky, rendue malheureuse à la suite de son échec avec Mégane.

### Personnages secondaires

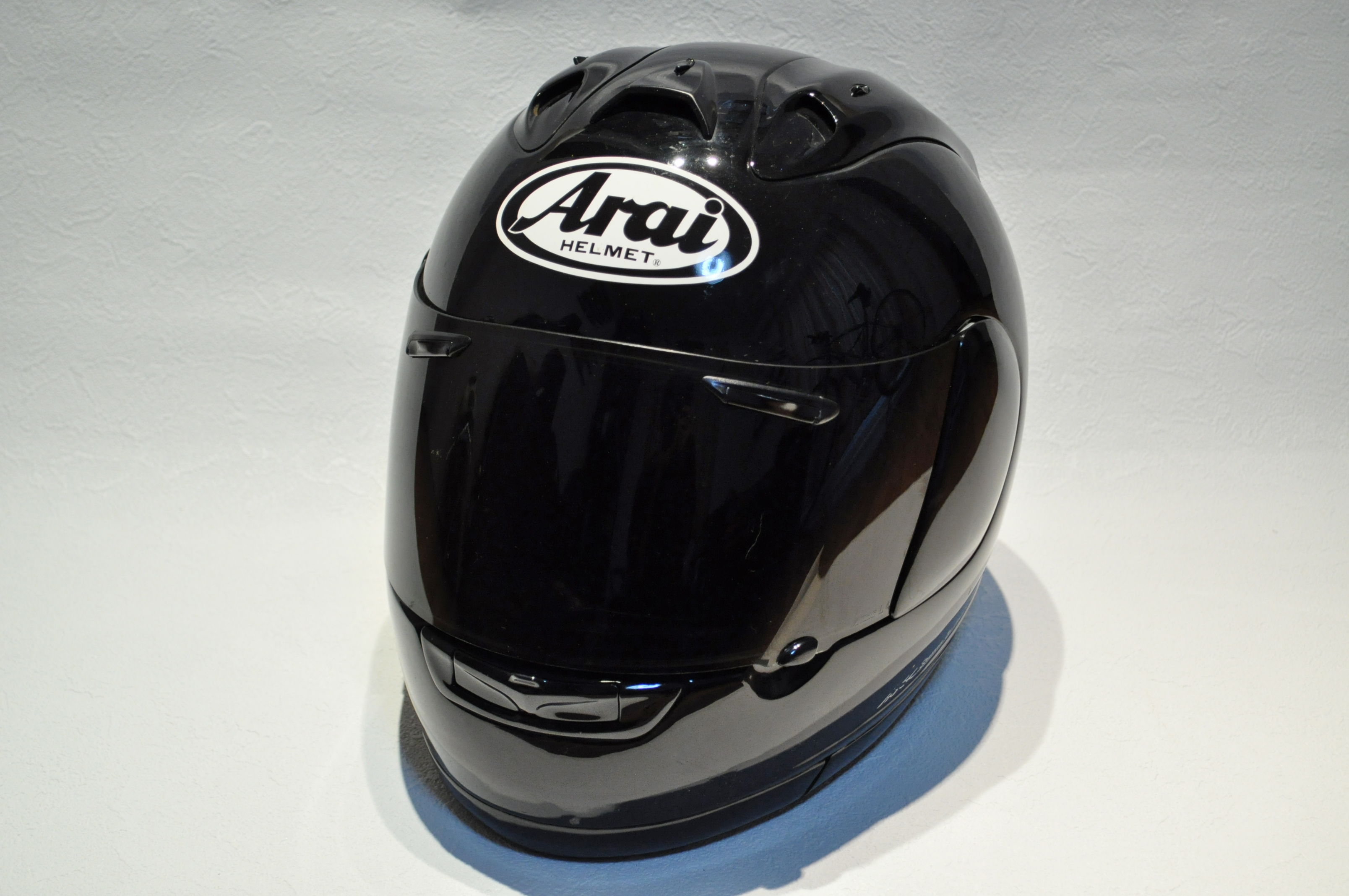
Un casque de moto intégral à visière.

#### John John
John John (T1-T3) est le propriétaire d'une magnifique bécane Kawasaki Ninja, véhicule pétaradant qui fait battre le cœur de Jenny et Vicky, John John est considéré comme le plus beau garçon de l'école bien qu'il porte en permanence son casque de moto intégral à visière teintée. Cet accessoire dissimule en réalité le visage de son frère siamois, difformité qu'il dévoile uniquement à Karine. Malgré les objurgations de cette dernière, inquiète de la tournure sérieuse prise par la liaison entre Jenny et John John, le motard aux traits mystérieux ne se résout pas à ôter son casque en présence de sa « poule » et de Vicky. Les deux jumeaux conviennent finalement de quitter la ville, laissant derrière eux d'éphémères chagrins d'amour.

#### Dan
Dan (T1-T5) est un adolescent romantique portant une barbichette et les cheveux longs. Gentil et naïf, mais à un degré moindre que Karine, il perçoit celle-ci comme son âme sœur. En dépit de maintes chausse-trappes tendues par Vicky et Jenny, le jeune écolier réussit à charmer la souffre-douleur des deux pestes.
La liaison amoureuse n'en pâtit pas moins de l'influence persistante des deux bimbos sur Karine. De plus en plus indisposé par la « relation malsaine » que sa petite amie entretient avec Vicky et Jenny, Dan se laisse aisément circonvenir par Mélanie, une belle adolescente qui le séduit puis l'abandonne après avoir déprécié Karine à ses yeux.
Découvrant tardivement le caractère manipulateur de Mélanie, Dan essaye en vain de se faire pardonner par Karine mais celle-ci finit par lui préférer le musicien Albin. Malgré l'assistance maladroite de Vicky et Jenny, le jeune homme ne peut que constater son impuissance à séparer Karine d'Albin ainsi que le changement radical de caractère survenu chez son ancienne compagne aguerrie par leur rupture. Dan décide donc de partir rejoindre son père à New York.

#### Murphy

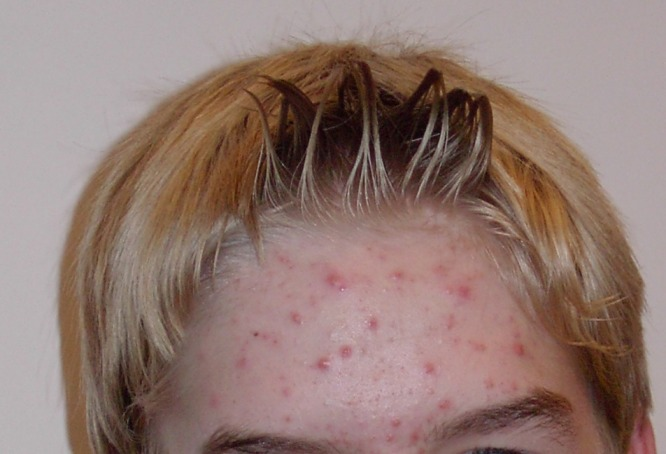
Acné faciale chez un adolescent.

Murphy (tous les tomes) est un adolescent roux au regard larmoyant et à la figure recouverte de boutons d'acné. Surnommé « le dépressif » par Jenny et Vicky, il menace toujours de se suicider quand il n'obtient pas quelque chose, chantage affectif dont il use et abuse pour sortir avec Karine. Cependant, il fantasme toujours sur Jenny, Vicky constituant sa deuxième option et Karine son dernier recours. En désespoir de cause, Murphy sort finalement avec Lizon, adolescente modérément gâtée par la nature, qu'il envoie paître passagèrement dès qu'il parvient à soigner son acné pour un temps.
Assez présent dans les deux premiers tomes, Murphy perd de l'importance durant le tome 3 jusqu'à disparaître presque totalement dans les tomes 4 et 5. Néanmoins, il est indirectement responsable de l'envoi de Vicky en colonie de vacances : bilingue, le garçon acnéique composait les devoirs d'anglais de la jeune métisse afin d'obtenir d'elle un langoureux baiser, sous peine de la dénoncer à ses parents. Découvrant par hasard ce chantage, Albin met la menace de Murphy à exécution dans l'espoir de séparer Vicky de Karine.

#### Lizon
Lizon (T2-T7) est une adolescente fort peu attrayante. Consciente de son physique ingrat, elle voit d'un mauvais œil son petit copain Murphy, qu'elle aime réellement, fantasmer sur Jenny.

#### Mélanie

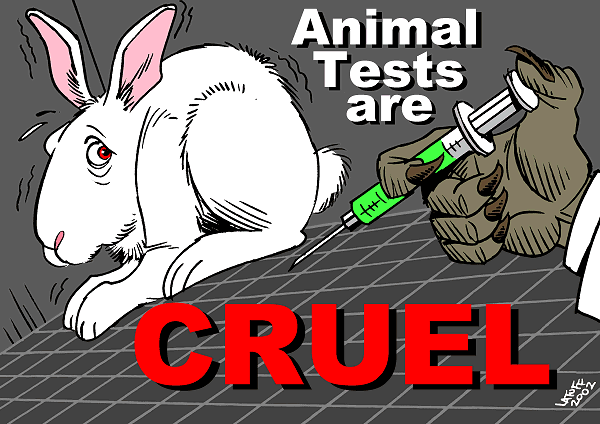
Mélanie entretient sa réputation grâce à son implication dans diverses causes, telle la défense des droits des animaux.

Mélanie (T3-T6) est une belle fille blonde réputée dans l'école pour son engagement dans les causes altermondialistes. Karine se rapproche d'elle sur les conseils de Dan, désireux de lui trouver de meilleures amies que Jenny et Vicky. Toutefois, lors de la préparation d'un voyage caritatif en Afrique, Mélanie séduit Dan en diffamant Karine. La militante associative devient l'amante de Dan durant leur périple africain puis la star de toute l'école dès leur retour au pays. En réalité, Mélanie s'investit dans l'humanitaire pour soulager sa conscience des méfaits qu'elle commet continuellement contre son entourage. Avant de rompre froidement avec Dan, la belle lycéenne n'hésite pas à accuser sa rivale de tentative de meurtre mais Karine parvient simultanément à prouver son innocence et à ruiner la réputation publique de la manipulatrice hypocrite.
Expulsée de l'école, Mélanie tente effrontément de renouer des liens avec Karine mais celle-ci la repousse avec agressivité en lui enjoignant d'aller se jeter du haut d'un pont. Karine regrette vivement ses propos en apprenant que son ancienne détractrice s'est suicidée en agissant exactement de la sorte. Mais lorsque Mélanie sort du coma à l'hôpital, elle révèle avoir été poussée dans le fleuve, une voix sinistre lui ayant susurré vouloir « faire un monde meilleur ». L'ancienne militante finit par se réconcilier avec Karine et permet à la police d'arrêter le tueur en identifiant sa voix sur un disque compact du groupe musical « Albin et les Albinos ».

#### Fred
Fred (T4), bel adolescent élu président du conseil étudiants. Il sort avec Jenny, au grand dam de Vicky qui souhaiterait enjôler le président afin de devenir à son tour la « First Lady » de l'école. Quelque peu désappointé par les capacités intellectuelles de Jenny, Fred rompt avec la jeune bimbo rousse à la suite d'une manigance de Vicky mais il succombe ensuite bien vite aux charmes de Mélanie. Quand la duplicité de celle-ci est révélée, le président tente sans succès de récupérer Jenny en déclarant regretter ses neurones.

#### Hugo
Hugo (T4, T6-T8) est un adolescent blond en surpoids, par ailleurs vice-président du conseil étudiant. Comme la plupart des garçons, il nourrit un faible pour Vicky et Jenny. En tant que meilleur ami de Fred, président du conseil étudiant, Hugo se contente de jouer les seconds rôles mais il tente occasionnellement de sortir avec Vicky, ce qui lui vaut divers désagréments. Le vice-président croit enfin tenir sa chance auprès des filles le jour où il gagne des places pour le concert de la vedette Chris Daryl grâce à un jeu-concours organisé par une marque de soda. Cette situation devait initialement faire l'objet de plusieurs gags tournant autour de Hugo mais son personnage s'efface durant le tome 5[réf. nécessaire].
Dans le tome 6, on apprend qu'après s'être fait dérober la capsule gagnante et avoir sombré dans une crise paranoïaque, le jeune homme s'est brouillé durablement avec sa famille et tous ses amis. Le récit des malheurs de Hugo émeut modérément Jenny, qui lui pardonne néanmoins la perte des places de concert. Invité au domicile de la jeune fille, il y découvre sa situation familiale misérable et n'en éprouve que davantage d'admiration pour son caractère courageux et volontaire. La bimbo et le vice-président déchu entament alors une liaison secrète, contrariée par la honte que Jenny éprouve envers le physique quelconque de son soupirant et la relation officielle qu'elle affiche ostensiblement avec le stupide maître-nageur Jean-Franky. Jugeant déjà cette situation sentimentale intenable avant même d'être humilié en public par Jenny, Hugo met fin à leur relation.
Dans le tome 8, Hugo refuse de se remettre avec Jenny, malgré les supplications de cette dernière qui, en dépit d'un amour sincère, ne peut se résoudre à s'afficher avec lui publiquement. Toutefois, à la fin de l'album, Hugo se remettra en couple avec elle, touché par les excuses et les aveux publics de la jeune fille.

### Familles des trois protagonistes

#### Will
Will, le père de Vicky, Rebecca et Willy, est un bel homme noir, chauve et portant bouc et moustache. Durant son adolescence, il était le président du conseil étudiant et adulé de toutes les filles. Son slogan proclamait alors : « I, Will, I will ! » (Moi, Will, je le ferai !). Il nourrit un faible pour les rouquines, ce qui permit autrefois à sa future femme Kate de le séduire grâce à une teinture appropriée. Des années plus tard, il se maria avec elle et devint président de société d'une riche entreprise, ayant conservé son slogan. Mais sa vie de couple est loin d'être parfaite, et il a une liaison avec son assistante. Jennifer, la mère de Jenny, est également une de ses anciennes conquêtes et le petit Willy est son fils caché. Lors de la fête d'anniversaire de Vicky, il se dispute et frappe son voisin Pierre, le père de James et Mégane, à qui il avait confié la gestion de ses finances. Pour se venger, Pierre fait couler sa société. Ruinés, Will et sa famille doivent quitter leur domicile. Séparé de sa femme, Will part habiter chez Jennifer en compagnie de Vicky dont il a la garde.

#### Kate
Kate, la mère de Vicky et de Rebecca, est une belle femme brune, très soucieuse des apparences. Fière d'avoir épousé un battant en la personne de Will (après s'être débarrassée d'une rivale grâce à une malencontreuse chute dans les escaliers), elle surveille sévèrement l'alimentation de Vicky tout en lui préférant ostensiblement sa sœur aînée Rebecca... jusqu'à ce que Vicky réussisse à séduire James, leur nouveau voisin. Particulièrement homophobe, Kate est révulsée par l'idée que sa fille fréquente Mégane, la sœur de James, dont elle soupçonne (à juste titre) l'homosexualité. Dotée de surcroît d'un tempérament très jaloux, Kate supporte mal les infidélités de son mari et finit par se disputer violemment avec lui. Après leur séparation, elle conserve la garde de Rebecca.

#### Rebecca
Rebecca (T2-T7) est la grande sœur de Vicky. Elle rabaisse continuellement sa cadette, dénigrant ses goûts vestimentaires et l'appelant « Bouboule » en souvenir de son ancien physique empâté. Elle étudie à l'université. Elle tente de séduire James mais celui-ci la repousse. Aussi, quand il commence à sortir avec Vicky, elle se sent particulièrement humiliée et fera tout pour tenter de regagner l'attention de ses parents. La rupture de Vicky et James la réjouit.

#### Jennifer
Jennifer est la mère de Jenny, Jenna et Willy. Belle femme aubrun aux yeux verts, elle passe sa vie à boire afin d'oublier ses échecs amoureux. Autrefois voisine des parents de Karine durant l'enfance de Jenny, elle a déménagé pour se rapprocher du « grand amour de sa vie », Will, par ailleurs père de Vicky. De leur liaison naitra Willy, son 3e enfant. Après sa rupture avec Will, Jennifer devient alcoolique et accumule les amants. L'un d'eux profite de sa faiblesse et de sa naïveté pour lui voler ses meubles et sa voiture. Jennifer redevient rousse et sobre lorsqu'elle recommence à fréquenter secrètement Will. Ce dernier emménage d'ailleurs chez elle à la suite de sa séparation avec Kate.

#### Jenna
Jenna (T2-T8) est la petite sœur rousse de Jenny, « portrait miniature [de son aînée] mais avec un cerveau ». Bien plus mature que Jenny, c'est elle qui s'occupe le plus souvent de leur petit frère Willy.

#### Willy
Willy est le demi-frère métis de Jenny et Jenna. Généralement nourri au soda, faute de lait, il est encore nourrisson dans les premiers tomes mais a sensiblement grandi dans le tome 7. On apprend à la fin de ce même album qu'il est le fruit de la liaison entre Jennifer et Will ainsi que le demi-frère de Vicky.

#### Serge et Suzanne
Serge et Suzanne sont les parents de Karine et David. Conformistes et routiniers à l'excès, le moindre changement dans leurs habitudes les incommode. Ils ne voient pas d'un très bon œil la relation entre leur fille et Albin.

#### David
David est le frère cadet de Karine. Garçon typique de son âge, il s'intéresse aux jeux vidéo et aux sites érotiques sur Internet, motif fréquent de chamailleries avec sa sœur. Lorsque celle-ci organise des soirées pyjama avec ses copines, il invite ses amis pour épier discrètement Vicky et Jenny en petite tenue. 

### Les Albinos

#### Albin
Albin (T4-T8) (de son vrai nom Alain Delon, homonymie engendrant certaines complications) est un musicien albinos, membre fondateur du groupe « Albin et les Albinos ». Il aide Karine à reprendre confiance en elle en lui composant des chansons personnalisées, avant de sortir avec l'adolescente totalement relookée en noir sur ses conseils. Dan et Vicky découvrent par inadvertance le passé judiciaire d'Albin, puis en font part de manière fragmentaire à Karine. Persécuté durant sa jeunesse par ses petits camarades en raison de son teint et de ses cheveux blancs, Albin fut accusé d'avoir incendié le chalet dans lequel sa classe séjournait, occasionnant ainsi la mort de plusieurs enfants, censément au motif qu'il voulait « faire un monde meilleur ». Il a toutefois été innocenté, les charges retombant sur deux garçons qui comptaient parmi ses pires tourmenteurs.
Mais à la fin du tome 5, le fait que Mélanie ait entendu la même phrase quand elle a été poussée du pont la pousse à nouveau à s'inquiéter à son sujet. Dans le tome 6, Albin évoque à plusieurs reprises le fait qu'il pourrait résoudre les problèmes de Karine en se débarrassant de Vicky, allant jusqu'à menacer de mort cette dernière en vue de la tenir éloignée.
Albin tombe ensuite en dépression après avoir découvert que son meilleur ami est un tueur en série. Pour un temps, il perd l'envie de réaliser son rêve musical. De surcroît, une de ses ex révèle à Karine que le jeune albinos sort uniquement avec des filles manquant de confiance en elles afin de les modeler à sa guise avant de les quitter. Dès lors, perdant son cynisme de façade qui le pousse à nier l'existence du sentiment amoureux, Albin affirme avoir changé et vouloir rester avec Karine. Pour la première fois de sa vie, il déclare sa flamme à sa compagne lors de la soirée d'anniversaire de Vicky. Initialement émue, Karine découvre par inadvertance que cet aveu coïncide avec la préoccupation exprimée par un producteur de musique au sujet de leur liaison, gage supposé de l'équilibre émotionnel d'Albin et de la stabilité de son groupe musical. Le jeune albinos perd ainsi la confiance de sa petite amie, qui lui reproche amèrement son caractère manipulateur. À la fin du tome 7, dans un graphique récapitulant les relations entre les personnages, il est cependant indiqué qu'il « aime » Karine. Dans le tome 8, durant la tournée nationale des Albinos, Albin se rend compte que le public s'intéresse plus à l'histoire de Vinko qu'aux chansons du groupe et voit avec amertume Karine devenir de plus en plus ambitieuse, au point de détruire la vie de Xander, un musicien concurrent. Il est découragé durant un moment, mais la victoire du groupe à la prestigieuse compétition de la Révélation de l'année lui redonne espoir.

#### Vinko
Vinko (T5-T6), bassiste du groupe. Gravement brûlé durant sa jeunesse lors du dramatique sinistre en classe des neiges, Vinko est devenu depuis le plus grand ami d'Albin et le cofondateur du groupe « Albin et les Albinos ». En définitive, le bassiste se révèle être un tueur en série qui prétend « éliminer » les personnes soi-disant nocives pour l'humanité, dont la lycéenne Mélanie et les deux incendiaires responsables de ses propres cicatrices. Désireux de se débarrasser de Vicky, « petite garce égocentrique » qui vient de faire échouer derechef la signature d'un contrat entre les Albinos et un producteur de musique, Vinko enlève Albin et la jeune métisse puis poignarde son meilleur ami, escomptant lui faire endosser la responsabilité des meurtres. La police parvient à appréhender le tueur psychopathe tandis qu'il s'apprêtait à pousser Vicky du haut d'un pont.

#### Karine
Karine est la choriste du groupe.

#### Gary
Gary est le batteur du groupe. Consommateur de substances illicites, il en propose à Karine lorsque celle-ci traverse une période de déprime, ce qui occasionne divers désagréments. La drogue est involontairement ingérée par les parents de Karine. Cette dernière est ensuite surprise par ses professeurs avec ladite substance « planante » dans son sac mais elle évite l'exclusion de son lycée grâce à Dan qui se dénonce à sa place et plane littéralement. Gary, bien qu'ayant une petite tendance au cynisme et d'ordinaire assez calme - cynisme apparemment dû à une enfance très difficile, « le pire qu'on puisse imaginer multiplié par mille » selon ses mots - peut avoir des accès de colère impressionnants : il a été capable de briser par terre la basse de Vinko sous le coup de l'énervement lorsqu'il a appris que le contrat du groupe tombait à l'eau à cause de la première manigance de Vicky et Jenny contre le groupe. Il conserve encore des liens avec ses grands - parents, qui prêtent le sous-sol de leur maison au groupe durant la dépression d'Albin comme lieu de répétition.

#### Red
Red est le claviériste du groupe. Son look androgyne, rappelant celui d'Albator, lui valut durant sa jeunesse un passage à tabac par des brutes homophobes. Vers la fin du tome 7, lors de la célébration du retour d'Albin dans le groupe, une case montre Gary qui l'embrasse en arrière-plan. Mais à aucun moment il n'est précisé qu'ils sont en couple. Il peut tout à fait s'agir d'un baiser « sous le coup de l'enthousiasme ».
Mégane devient la nouvelle bassiste du groupe, en remplacement de Vinko.

### Autres

#### James
James (T6-T7), nouveau voisin de Vicky. Cette dernière et sa grande sœur Rebecca se disputent initialement le jeune homme blond, considéré comme le parti idéal. Ambitionnant d'ouvrir un cabinet d'avocats comme son père, il dévore des ouvrages relatifs au monde de la finance, adore les « blockbusters débiles » comme Hulk versus Transformers et aime écouter les tubes les plus conventionnels du Top 50. Informée des « goûts de chiotte » de James, Vicky feint de les partager avec lui afin d'éveiller son intérêt. Les deux jeunes gens finissent par sortir ensemble, pour le plus grand plaisir de leurs parents respectifs et au grand désespoir de Rebecca.
Toutefois, à la suite de la désastreuse fête d'anniversaire de Vicky, James prend conscience de la véritable orientation sexuelle de sa compagne et la quitte à contre-cœur.

#### Mégane
Mégane (T6-T8), sœur de James quelle trouve nul. Adolescente rebelle au look punk, elle méprise ouvertement son frère, « parfait petit capitaliste », ainsi que ses parents, « vieux bourgeois pèt[ant] plus haut que leur cul. » Envoyée en colonie de vacances avec Vicky, Mégane brocarde continuellement sa camarade d'infortune en la surnommant « Barbie » tout en raillant son maquillage et sa tenue. Cependant, Mégane finit par avouer à Vicky qu'elle la trouve « incroyablement sexy » avant de l'embrasser. Se tenant dès lors éloignée de la jeune homosexuelle, sans parvenir à l'oublier, Vicky dissuade Jenny de fréquenter Mégane au motif que le lesbianisme (terme inconnu de l'idiote  rousse, qui comprend « lèche-pianiste ») serait une maladie contagieuse.
Bassiste talentueuse, Mégane devient l'amie de Karine et intègre le groupe des Albinos en remplacement du tueur Vinko, provoquant ainsi involontairement la jalousie de Vicky.
Finalement, les parents de l'adolescente découvrent son homosexualité à l'occasion de la fête d'anniversaire de Vicky, lorsque Jenny révèle avoir vu son amie et Mégane « s'embrasser à pleine bouche devant la maison ». Afin de protéger Vicky, Mégane fait alors son coming out en s'attribuant la seule responsabilité du baiser. Pleinement intégrée aux Albinos durant leur tournée nationale, la jeune fille n'oublie cependant pas Vicky et tente de la convaincre de ses sentiments. Le refus de cette dernière la pousse à séduire Lara.

#### Dieudonné
Dieudonné (T3), professeur de basket de l'école. Beau, frimeur, très musclé et... gay, au grand désespoir de Vicky qui espérait l'épouser après avoir été écartée par John John au profit de Jenny.

#### Jean-Franky
Jean-Franky (T6-T7), compagnon « officiel » de Jenny. Sosie chatain de Chris Daryl, une vedette musclée idolâtrée par la bimbo rousse, Jean-Franky est maître nageur et aussi idiot que sa petite amie, qu'il appelle « chérite, chick ». Ouvertement infidèle et vulgaire, il n'affiche pas un grand respect pour les femmes en général. Jenny n'en apprécie pas moins ses abdominaux, à défaut d'aimer sincèrement le fier « propriétaire » de ceux-ci. Après le tome 7, Jenny et Jean-Franky rompent, cette dernière préférant Hugo.

#### Anna
Anna (T7). En tant que troisième conquête d'Albin, elle arbore une allure gothique et un physique très proches de ceux de Karine. Toujours amoureuse de son ancien amant, Anna révèle à la jeune choriste que le musicien albinos considère toutes ses compagnes comme des objets à manipuler en gros comme des « cas » qu'il aide à s'épanouir avant de les « jeter » froidement une fois sa tâche accomplie. Karine apprend ainsi avec effroi être la douzième fille dont l'apparence et le comportement ont été façonnés par Albin.

### Gabrielle
Gabrielle est une adolescente au look punk qui apparaît régulièrement dans les tomes de la série et qui voue une haine inextinguible à notre trio d'héroïnes. Elle se moque souvent de la bêtise de Jenny et même de la gentillesse de Karine, mais sa cible principale est avant tout Vicky. On découvre dans les tomes annexes des Vacheries qu'enfant elle était la meilleure amie de cette dernière avant l'arrivée de Jenny. Venant d'une famille ultra-religieuse, elle reniera alors toutes ses croyances et s'ingéniera à pourrir la vie de son ancienne amie, quitte à se montrer tout aussi méchante envers Jenny et Karine qui ne lui ont pourtant rien fait.

## Adaptation
Écho Média est chargée du développement du long métrage d’animation adapté de la bande dessinée à succès, en coproduction avec Dupuis Éditions et Audiovisuel.  
Afin de transposer au grand écran l’univers et les personnages des Nombrils, la scénarisation est confiée à François Avard, l’un des auteurs québécois les plus chevronnés, connu notamment pour avoir créé et écrit la série Les Bougons, et à Maryse Dubuc (auteure de la BD). Par ailleurs, la réalisation sera assurée par Benoît Godbout (Vie de Quartier, Blaise le Blasé, Pérusse Cité 2) et Marc Delafontaine (illustrateur de la BD) afin de bien transposer l'univers graphique Nombrils.

## Albums

### SérieLes Nombrils
- Dubuc (scénario) et Delaf (dessins), Les Nombrils, t. 1 : Pour qui tu te prends ?, Dupuis, 2006, 46 p. (ISBN 2-8001-3772-X, présentation en ligne).
- Dubuc (scénario) et Delaf (dessins), Les Nombrils, t. 2 : Sale Temps pour les moches, Marcinelle/Paris, Dupuis, 2007, 46 p. (ISBN 978-2-8001-3874-9, présentation en ligne).
- Dubuc (scénario) et Delaf (dessins), Les Nombrils, t. 3 : Les liens de l'amitié, Marcinelle/Paris, Dupuis, 2008, 46 p. (ISBN 978-2-8001-4031-5, présentation en ligne).
- Dubuc (scénario) et Delaf (dessins), Les Nombrils, t. 4 : Duel de belles, Marcinelle/Paris, Dupuis, 2009, 46 p. (ISBN 978-2-8001-4412-2, présentation en ligne).
- Dubuc (scénario) et Delaf (dessins), Les Nombrils, t. 5 : Un couple d'enfer, Marcinelle/Paris, Dupuis, 2011, 50 p. (ISBN 978-2-8001-5022-2, présentation en ligne).
- Dubuc (scénario) et Delaf (dessins), Les Nombrils, t. 6 : Un été trop mortel !, Marcinelle/Paris, Dupuis, 2013, 50 p. (ISBN 978-2-8001-5716-0, présentation en ligne).
- Dubuc (scénario) et Delaf (dessins), Les Nombrils, t. 7 : Un bonheur presque parfait, Marcinelle/Paris, Dupuis, 2015, 50 p. (ISBN 978-2-8001-6353-6, présentation en ligne).
- Dubuc (scénario) et Delaf (dessins), Les Nombrils, t. 8 : Ex, drague et rock'n'roll!, Marcinelle/Paris, Dupuis, 2018, 48 p. (ISBN 978-2-8001-7157-9)
- Dubuc (scénario) et Delaf (dessins), Les Nombrils, t. 1-4 : Jeunes, belles et vaches, Marcinelle/Paris, Dupuis, 2010, 194 p. (ISBN 978-2-8001-4882-3, présentation en ligne).Ce volume réunit les tomes 1 à 4 : Pour qui tu te prends ?, Sale Temps pour les moches, Les liens de l'amitié, Duel de belles.
- Dubuc (scénario) et Delaf (dessins), Les Nombrils, t. 5-7 : La revanche des moches, Marcinelle/Paris, Dupuis, 2016, 154 p. (ISBN 978-2-8001-6840-1, présentation en ligne).Ce volume réunit les tomes 5 à 7.

#### Édition petit format du tome 5 en 3 volumes
- Volume 1 : Noir cauchemar.
- Volume 2 : Rouge enfer.
- Volume 3 : Blanc albinos.

### SérieLes Vacheries des Nombrils
- Delaf (scénario & dessins), Les Vacheries des Nombrils, t. 1 : Vachement copines, Marcinelle/Paris, Dupuis, 2017, 44 p. (ISBN 978-2-8001-6977-4).
- Delaf (scénario & dessins), Les Vacheries des Nombrils, t. 2 : Une fille en or, Marcinelle/Paris, Dupuis, 2019, 44 p. (ISBN 978-2-8001-7407-5).